# 阔边假脉蕨
阔边假脉蕨（学名：Crepidomanes latemarginale）为膜蕨科假脈蕨属下的一个种。

## 扩展阅读
- 維基物種上的相關：阔边假脉蕨